# Конкордат
Конкордат је међународни уговор склопљен између Свете столице и неке државе којим се уређују правни односи између Католичке цркве и дотичне државе. 
Конкордат је извор посебног (партикуларног) канонског права за поједине црквене јединице. Посебност конкордата је у томе што папа преговарајући са поједином државом при томе наступа и као представник верника те државе. Иако је садржај конкордата различит, он увек решава положај Католичке цркве у односног држави. Први конкордат склопљен је 1122. године између папе Калиста II и немачког цара Хенрика V којим је окончан педесетогодишњи сукоб око инвеституре. 